# スプリング・アンド・フォール
『スプリング・アンド・フォール』（英: Spring and Fall）は、振付家のジョン・ノイマイヤーが創作したバレエ作品である。1991年、ハンブルク・バレエ団により初演された。

## 作品の概要
本作は、ジョン・ノイマイヤーがアントニン・ドヴォルザークの『弦楽セレナーデ』第1・4・5楽章を用いて振り付けた作品である。1991年4月28日、ハンブルク・バレエ団が開催した「ニジンスキー・ガラ」において初演された。その後、1994年10月10日に、ジュネーヴ大劇場バレエ団により、全5楽章の完全版が上演された。ハンブルク・バレエ団で完全版が初演されたのは、翌1995年の5月21日である。本作は、装置・照明・衣装もノイマイヤー自身が手掛けている。
本作の題名は、イギリスの詩人であるジェラード・マンリ・ホプキンスの詩から引用されている。「スプリング・アンド・フォール」には、「春と秋」に加えて「跳躍と落下」という意味がある。他にも、「スプリング」には「泉」や「根源」、「フォール」には「滝」や「崩壊」の意味も含まれており、多義的な題名となっている。
本作は、シンプルな舞台を背景に、白い衣装を身に付けた17人のダンサー（女性7人、男性10人）が踊る、筋書きのない抽象的なバレエである。全編を通して、楽曲の曲調やテンポに合わせた様々なダンスが繰り広げられる。具体的な構成は、第1楽章が男性3人の群舞、第2楽章は男性グループと女性グループが入り乱れての踊り、第3楽章は男性10人を中心とした群舞である。続く第4楽章では男女2人によるパ・ド・ドゥが踊られ、最後の第5楽章では全員によるダイナミックな踊りが披露される。
日本では、東京バレエ団が本作をレパートリーとしている。同バレエ団での初演は、2000年2月4日に、斎藤友佳理、首藤康之らの出演により行われた。

## その他
本作の初演キャストであるパリ・オペラ座バレエ団のマニュエル・ルグリは、NHKで放送された番組「スーパーバレエレッスン」第13回（2007年3月6日放送）にて、本作の指導を行った。